# Julia Kassen
Julia Kassen (Georgsmarienhütte, 17 mei 2002) is een voetbalspeelster uit Duitsland. Ze speelt als doelverdediger voor FC Carl Zeiss Jena in de Bundesliga.

## Clubcarrière
Kassen kwam in haar jeugdjaren uit voor TuS Glane en SV Meppen. In 2018 maakte ze de overstap naar de jeugdopleiding van VfL Wolfsburg. Ze kwam meerdere jaren uit voor het tweede elftal van Die Wölfinnen. In het eerste elftal van de club kwam ze niet verder dan een rol als derde doelvrouw. Kassen won in 2022 een zilveren Fritz Walter Medaille. Voorafgaand aan het seizoen 2023/24 maakte Kassen de overstap naar SC Freiburg. Voor deze club maakte ze haar debuut in een DFB Pokalwedstrijd tegen SC Sand. Kassen debuteerde in de Bundesliga tijdens een 2-2 gelijkspel tegen FC Bayern München.
In de zomer van 2025 maakte Kassen de overstap naar competitiegenoot FC Carl Zeiss Jena.

## Statistieken
| Seizoen | Club               | Land      | Competitie | Wedstrijden | Doelpunten |
| ------- | ------------------ | --------- | ---------- | ----------- | ---------- |
| 2020/21 | VfL Wolfsburg      | Duitsland | Bundesliga | 0           | 0          |
| 2021/22 | VfL Wolfsburg      | Duitsland | Bundesliga | 0           | 0          |
| 2022/23 | VfL Wolfsburg      | Duitsland | Bundesliga | 0           | 0          |
| 2023/24 | SC Freiburg        | Duitsland | Bundesliga | 5           | 0          |
| 2024/25 | SC Freiburg        | Duitsland | Bundesliga | 0           | 0          |
| 2025/26 | FC Carl Zeiss Jena | Duitsland | Bundesliga | 0           | 0          |
| Totaal  | Totaal             | Totaal    | Totaal     | 5           | 0          |

Laatste update: 14 augustus 2025

## Interlandcarrière
Kassen nam met Duitsland -20 deel aan het WK 2022 in Costa Rica.
In 2023 stond Kassen op een voorlopige selectie van het Duitse seniorenteam voor op het WK 2023. Ze haalde de definitieve selectie niet.